# Méryrê (fils de Ramsès II)
Méryrê (Aimé de Rê), à distinguer de son frère cadet Méryrê II, est un prince d'Égypte et onzième fils de Ramsès II,.

## Biographie
Méryrê est le onzième fils de Ramsès II et le troisième de la grande épouse royale Néfertari,.
Le prince, présent sur des scènes de bataille dans les temples de Louxor et de Karnak, bien que son jeune âge à l'époque rend peu probable toute forme de commandement pendant ces évènements. Il est également présent sur la façade du petit temple d'Abou Simbel, comme tous ses frères et sœurs nés de la grande épouse royale Néfertari. Méryrê est positionné aux pieds des représentations latérales de son père - plus spécifiquement à côté de la jambe la plus centrale de chacune des deux représentations - en tandem avec son frère cadet Méryatoum, qui lui est représenté à côté de la jambe la plus externe.
Méryrê est un prince obscur qui semble mort jeune. En effet, il possible que le roi ait nommé son dix-huitième fils, Méryrê II, avec le même nom après la mort de ce prince.
Si le prince est mort jeune, alors il est peu probable qu'il ait été enterré dans la tombe collective KV5 qui a été commencée relativement tardivement dans le règne, mais l'état de cette tombe ne permet pas d'en être certain.